# تشارلز سميث هاميلتون
تشارلز سميث هاميلتون (بالإنجليزية: Charles Smith Hamilton)‏ هو ضابط أمريكي، ولد في 16 نوفمبر 1822 في Westernville, New York ‏ في الولايات المتحدة، وتوفي في 17 أبريل 1891 في ميلواكي في الولايات المتحدة.